# Gladys Yang
Gladys Yang (Chino:戴乃迭; 19 de enero de 1919 – 18 de noviembre de 1999) era una traductora británica de literatura y la mujer de otro destacado traductor literario , Yang Xianyi. Su padre era un misionero en China, lo que despertó su interés en la cultura china desde la infancia.
Gladys, de soltera Gladys Margaret Tayler, nació en Pekín, pasó a Inglaterra cuando era una niña y, en 1940, se convirtió en la primera graduada en lengua china de la Universidad de Oxford, donde conoció a Yang. Después de su boda,durante la segunda mitad del siglo XX, se convirtieron en referentes de la traducción chino-inglés para Foreign Languages Press.
La pareja estuvo encarcelada durante la Revolución Cultural, y fueron liberados en 1970. Unos años después, se rebelaron contra las Protestas de la plaza de Tiananmén de 1989. Como resultado, sus biografías fueron oficialmente prohibidas en China. Gladys Yang murió en Pekín en 1999 a la edad de 80 años.

## Familia
Yang Xianyi y Gladys Yang tuvieron dos hijas, y un hijo varón que se suicidó en Londres en 1979. Cuándo la pareja fue identificada como enemigos de la revolución y encarcelados en prisiones separadas de 1966 a 1970, sus hijos fueron enviados a granjas industriales remotas a trabajar. Su hijo nunca se recuperó del trauma.